# Belgische zaalhockeyploeg (mannen)
De Belgische herenzaalhockeyploeg, ook bekend als de Indoor Red Lions, is de nationale ploeg die België vertegenwoordigt tijdens interlands in het zaalhockey. 

## Geschiedenis
In 1974 - tijdens het eerste Europees kampioenschap - behaalde de nationale ploeg een vijfde plek. Twee jaar later behaalden ze zilver. Vervolgens is het wachten tot 2003 op een volgende Belgische deelname aan het Europees kampioenschap. Dat jaar behaalde de nationale equipe zilver in het Italiaanse Brescia in de Nations Challenge I. In 2012 namen de Indoor Red Lions een vierde maal deel aan een EK, ditmaal in de derde divisie. In het Portugese Gondomar behalen ze wederom zilver, waardoor ze de promotie afdwongen. In 2014 eindigden in het Zwitserse Bern ze zesde in de tweede divisie en in 2016 behaalden ze in deze divisie goud in het Portugese Espinho. De promotie naar de hoogste divisie van het EK was hierdoor een feit.
Op het Europees kampioenschap van 2018 te Antwerpen behaalden ze zilver, nadat ze in de finale verloren tijdens de shoot-outs van Oostenrijk. Op het wereldkampioenschap van datzelfde jaar te Berlijn bereikten ze de kwartfinales, alwaar ze werden uitgeschakeld door Australië. Op het EK van 2020 te Berlijn werd de nationale ploeg zesde in de eindstand. Op het Europees kampioenschap van 2022 te Hamburg werden de Indoor Red Lions vijfde. In hun klassementsmatch versloegen ze Tsjechië met 9-7. Op het wereldkampioenschap van 2023 in het Zuid-Afrikaanse Pretoria bereikten ze de kwartfinales. Daarin werden ze na shoot-outs uitgeschakeld door Iran. Op het EK van 2024 te Leuven werden ze in de halve finale uitgeschakeld door Duitsland (4-5). In de wedstrijd om het brons versloeg de Belgigische equipe de nummer 1 in de wereld (en tevens regerend wereldkampioen), Oostenrijk. De eindstand werd 7-6.

## Resultaten

### Europese kampioenschappen
| Jaar | Locatie             | EK - 1e divisie | EK - 2e divisie | EK- 3e divisie |
| ---- | ------------------- | --------------- | --------------- | -------------- |
| 1974 | West-Berlijn (BRD)  | 5e              |                 |                |
| 1976 | Arnhem (Nederland)  | Zilver          |                 |                |
|      |                     |                 |                 |                |
| 2003 | Brescia (Italië)    |                 |                 | Zilver         |
|      |                     |                 |                 |                |
| 2012 | Gondomar (Portugal) |                 |                 | Zilver         |
| 2014 | Bern (Zwitserland)  |                 | 6e              |                |
| 2016 | Espinho (Portugal)  |                 | Goud            |                |
| 2018 | Antwerpen (België)  | Zilver          |                 |                |
| 2020 | Berlijn (Duitsland) | 6e              |                 |                |
| 2022 | Hamburg (Duitsland) | 5e              |                 |                |
| 2024 | Leuven (België)     | Brons           |                 |                |

## Voormalige selecties
1: Jeremy Gucassoff (GK) ·
2: Matteo Gryspeerdt (GK) ·
3: Maxime Plennevaux ·
4: Tom Boon ·
5: Gilles Jacob ·
6: Cédric Charlier ·
7: Tanguy Zimmer ·
8: Tom Degroote ·
9: Gaëtan Dykmans ·
10: Thibault Cornillie ·
11: Pierre-Louis Maraite · 12: Renaud Pangrazio (C) · 13: Viktor Pokorny (reserve) · 14: Gauthier Boccard (reserve) · Coach: Alex De Chaffoy
1: Matteo Gryspeerdt (GK) ·
2: Romain Henet (GK) ·
3: Nicolas Bogaerts ·
4: Quentin Bigaré ·
5: Mallory Magnant ·
6: Gaëtan Dykmans ·
7: Philippe Simar ·
8: Nicolas Poncelet ·
9: Arnaud Dykmans ·
10: Cyril Hermans ·
11: Alexandre de Paeuw · 12: Brian Van Bogaert (reserve) · 13: Nathan Denis (reserve) · Coach: Maxime Bergez
1: Jean-Marie Buisset (GK) ·
2: Jean-André Zembsch (GK) ·
3: Carl-Eric Vanderborght ·
4: Michel Vanderborght ·
5: Thierry Verhulst ·
6: Stephan Verhulst ·
7: Daniel Curtis ·
8: Guy Miserque ·
9: Michel De Saedeleer ·
10: Eric Stoupel ·
11: Michel Siroux · Coach: Jacky Moucq
1: Matteo Gryspeerdt (GK) ·
2: Jeremy Gucassoff (GK) ·
3: Nicolas Vandiest ·
4: Pierre-Louis Maraite ·
5: Maxime Plennevaux ·
6: Viktor Pokorny ·
7: Tom Degroote ·
8: Gilles Jacob ·
9: Renaud Pangrazio (C) ·
10: Thibault Cornillie ·
11: Gaëtan Dykmans · 12: Mallory Magnant · Coach: Alex De Chaffoy
1: Jeremy Gucassoff (GK) ·
2: Romain Henet (GK) ·
3: Fabrice Bourdeaud’hui ·
4: Achille De Chaffoy ·
5: Tom Degroote ·
6: Gaëtan Dykmans ·
7: Antoine Legrain ·
8: Pierre-Louis Maraite ·
9: Renaud Pangrazio (C) ·
10: Philippe Simar ·
11: Jérôme Truyens · 12: Mallory Magnant · 13: Tanguy Zimmer · Coach: Alex De Chaffoy
1: Matteo Gryspeerdt (GK) ·
2: Romain Henet (GK) ·
3: Tom Degroote ·
4: Quentin Bigaré ·
5: Arnaud Dykmans ·
6: Tanguy Zimmer ·
7: Dylan Englebert ·
8: Manu Cockelaere ·
9: Philippe Simar ·
10: Gaëtan Dykmans ·
11: Maxime Plennevaux · 12: Mallory Magnant · 13: Nathan Denis (reserve) · Coach: Maxime Bergez
1: Matteo Gryspeerdt (GK) ·
2: Grégoire Brocorens (GK) ·
3: Nicolas Bogaerts ·
4: Nathan Denis ·
5: Arnaud Dykmans ·
6: Mallory Magnant ·
7: Dylan Englebert ·
8: Guerlain Hawaux ·
9: Maximilian Langer ·
10: Gaëtan Dykmans ·
11: Nicolas Poncelet · 12: Philippe Simar · Coach: Maxime Bergez

Vlaamse clubs · Waalse clubs · Brusselse clubs
Gouden Stick · Biografieën Belgische hockeyers
Basketbal (mannen · vrouwen) · Basketbal 3x3 (mannen · vrouwen) · Cricket (mannen · vrouwen) · Curling (gemengd · gemengddubbel · mannen · vrouwen) · Handbal (mannen · vrouwen) · Hockey (mannen · vrouwen) · Honkbal (mannen) · IJshockey (mannen · vrouwen) · Korfbal (gemengd) · Rugby (mannen · vrouwen) · Softbal (mannen · vrouwen) · Strandvoetbal (mannen · vrouwen) · Tennis (mannen · vrouwen) · Touwtrekken (mannen · vrouwen) · Voetbal (mannen · vrouwen) · Volleybal (mannen · vrouwen) · Waterpolo (mannen · vrouwen) · Zaalhockey (mannen · vrouwen) · Zaalvoetbal (mannen · vrouwen)